# 28 maj-kuppen i Portugal 1926
28 maj-kuppen i Portugal 1926, ibland kallad 28 maj-revolutionen eller, under Estado Novo-åren, Nationella revolutionen (portugisiska: Revolução Nacional), var en militär handling som innebar slutet på den instabila Första portugisiska republiken och början på Ditadura Nacional (nationella diktaturen), senare Estado Novo, en auktoritär diktatur som fanns kvar fram till Nejlikerevolutionen 1974.
Revolutionen började i Braga, led av general Manuel Gomes da Costa, och spreds sedan till Porto, Lissabon, Évora, Coimbra och Santarém. Revolutionen slutade då general Gomes da Costa tågade mot Lissabon med 15 000 man, hyllade av stadens invånare.